# Быстшица (приток Вепша)
Быстшица (пол. Bystrzyca) — река в Польше, протекает по территории Люблинского воеводства, левый приток Вепши, одна из важнейших рек Люблинской возвышенности. Исток находится у посёлка Блинув. Длина реки составляет 70,3 км, а площадь водосборного бассейна — 1320,74 км². Ниже деревни Спичин впадает в Вепш.

## Быстшица в Люблине

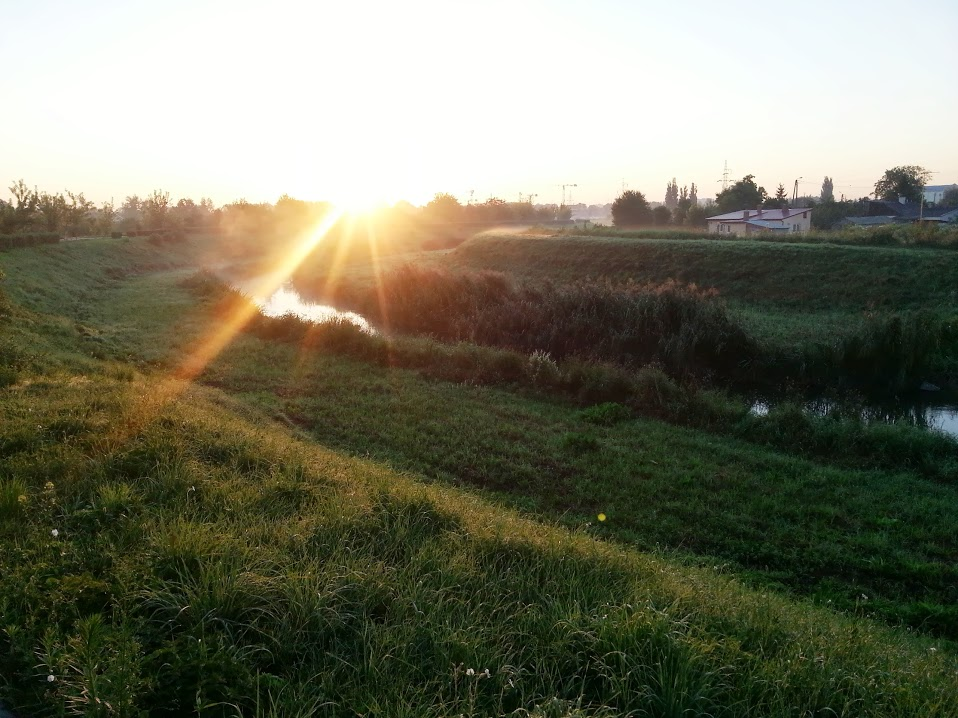
Вид на долину Быстшицы в Люблине

Через город Люблин Быстшица протекает с юга на северо-восток, принимая тут свои притоки — речушки Чернеюфку и Чехуфку, и деля город на две части.
На реке, в южной части Люблина, на территории городского района Зембжицы находится водохранилище, площадью ок. 250 га. Этим водохранилищем является Залев Зембжицки — популярное место отдыха, где расположена туристическая и спортивная база.